# Ніколо-Урюпіно
Ніко́ло-Урю́піно (рос. Николо-Урюпино) — село у Красногорському районі Московської області Російської Федерації.

## Історія
Село відоме з XVI століття. З 1621 року ним володів князь Одоєвський. Наступні 100 років село належало різним власникам (Долгорукови, Кайсаров, знову Долгорукови). У 1774 р. у В. Долгорукова воно й придбано князем М. О. Голіциним, що побудував там садибу Ніколо-Урюпіно.

## Розташування
Село Ніколо-Урюпіно входить до складу сільського поселення Ільїнське. Розташовано на березі річки Липка. Найближчі населені пункти Інженерний-1, Поздняково, Михалково.

## Населення
Станом на 2010 рік у селі проживало 17 людей.